# Ronald Stretton
Ronald Charles Stretton (* 13. Februar 1930 in Epsom, Surrey, Großbritannien; † 12. November 2012 in Toronto, Ontario, Kanada) war ein britischer Bahnradsportler, der für den Norwood Paragon Cycling Club startete. Bei den Olympischen Sommerspielen 1952 in Helsinki gewann er in der Mannschaftsverfolgung gemeinsam mit Don Burgess, George Newberry und Alan Newton die Bronzemedaille. 
Er siedelte 1955 von Großbritannien nach Toronto über und nahm 1978 die kanadische Staatsbürgerschaft an.